# Otodus
Otodus (il cui nome significa "dente a forma di orecchio") è un genere estinto di squali cosmopoliti vissuti dal Paleocene al Pliocene, circa 65–4 milioni di anni fa (Daniano-Zancleano). Il nome Otodus deriva dal greco antico ὠτ- (ōt-, che significa "orecchio") e ὀδούς/odoús.

## Descrizione

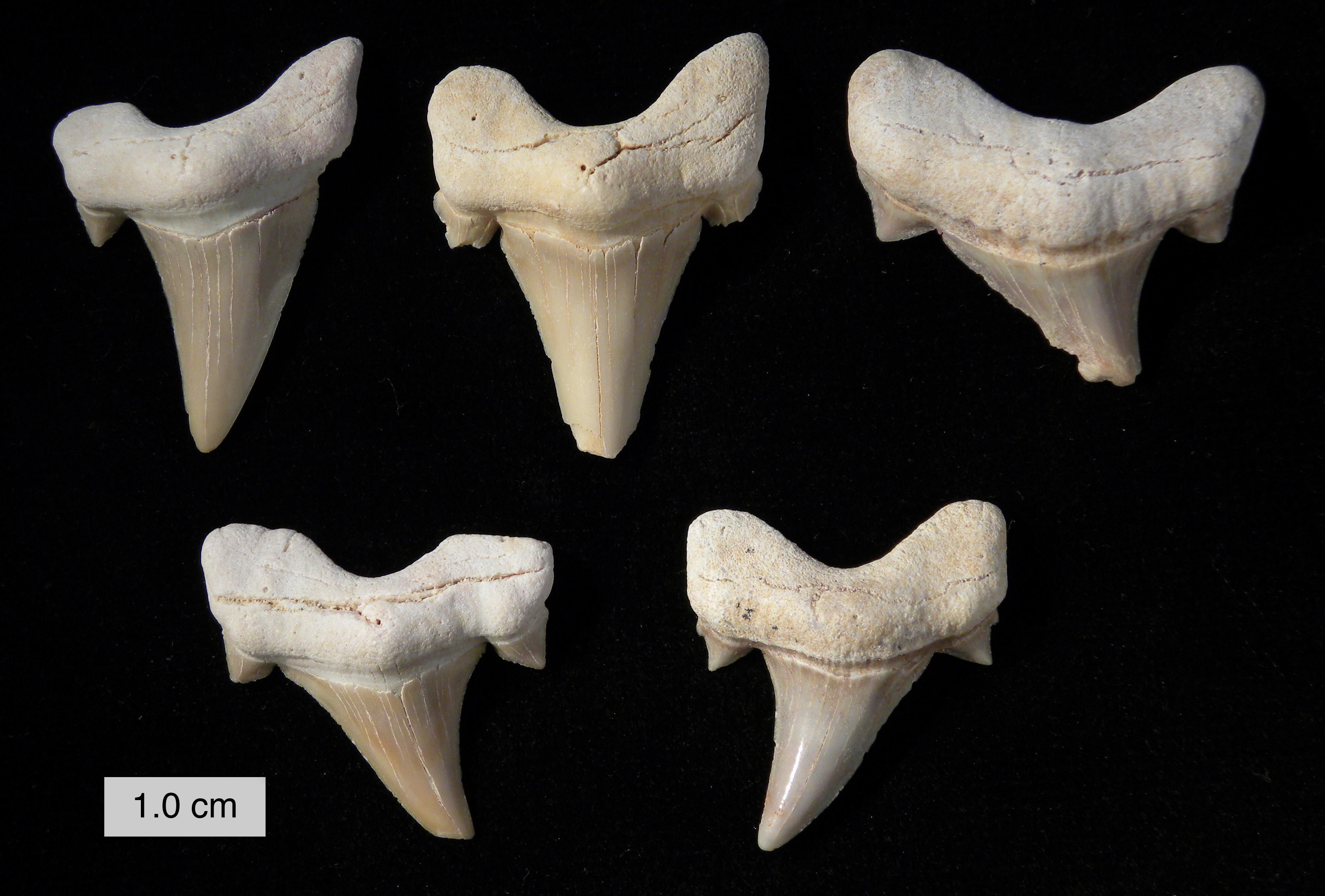
Vista linguale dei denti di O. obliquus dell'Eocene vicino a Khouribga, Marocco

Tutte le specie del genere Otodus sono conosciute dai loro denti fossilizzati, e quattro di loro (O. obliquus, O. auriculatus, O. angustidens e O. megalodon) sono conosciute anche dal loro centro vertebrale fossilizzato. Come tutti gli altri elasmobranchi, lo scheletro di Otodus era composto da cartilagine e non da ossa, con il risultato che sono relativamente poche le strutture scheletriche conservate che appaiono nella documentazione fossile. I denti di questo squalo sono molto grandi con corona triangolare, bordi taglienti lisci e cuspidi visibili sulle radici. Alcuni denti di Otodus mostrano anche segni di seghettature in corso d'evoluzione.

### Dimensioni
Le dimensioni dei denti fossili di Otodus indicano che si trattava di squali macropredatori di grandi dimensioni. I denti più grandi conosciuti di O. obliquus misurano circa 104 millimetri di lunghezza. Il centro vertebrale di questa specie è largo più di 12,7 centimentri, pertanto, gli studiosi suggeriscono che O. obliquus avrebbe raggiunto una lunghezza di circa 8–9 metri. Le altre specie erano ancora più grandi, e si stima che O. auriculatus, O. angustidens e O. chubutensis abbiano raggiunto una lunghezza corporea massima di circa 9,5 metri, 11-12 metri e 13,5 metri, rispettivamente. Si stima che la specie più grande, O. megalodon, abbia raggiunto una lunghezza corporea massima di circa 20,3 metri.

## Distribuzione
Il genere Otodus aveva una distribuzione cosmopolita, in quanto i suoi fossili sono stati rinvenuti in Africa, Asia, Europa, Nord America, Sud America, Caraibi e Australia.

## Paleobiologia

### Evoluzione
È opinione diffusa che il genere Otodus derivi da una stirpe di squali appartenenti al genere Cretalamna, per via della forte somiglianza nella morfologia dei denti. Gli studiosi hanno stabilito che Otodus si evolvette nel genere Carcharocles, data la sostanziale evidenza fossile sotto forma di denti di transizione. Alcuni denti rinvenuti nei sedimenti della Formazione Nanjemoy nel Maryland, Stati Uniti, nell'argilla di Ypres in Belgio e nel Kazakistan occidentale, sono morfologicamente molto simili ai denti di Otodus ma con cuspidi leggermente seghettate e un bordo tagliente seghettato. Questi fossili di transizione suggeriscono un evento evolutivo mondiale e supportano la teoria secondo cui Otodus finì con evolversi in Otodus aksuaticus dando così inizio al lignaggio di Carcharocles. Uno studio più recente sulle relazioni tassonomiche di Megalolamna dimostra la possibilità che Otodus dovrebbe includere le specie talvolta assegnate a Carcharocles (cioè la stirpe degli squali megadenti, compreso il megalodonte) per essere monofiletico.

### Dieta
Otodus era probabilmente il predatore all'apice del suo tempo e predava comunemente pesci, tartarughe marine, cetacei e sireni.
Esistono anche prove potenziali che Otodus cacciasse anche i grandi capodogli predatori; un dente appartenente a un fiseteroide indeterminato lungo 4 metri, molto simile a quelli di Acrophyseter, scoperto nella miniera di fosfato di Nutrien Aurora nella Carolina del Nord, suggerisce che il megalodonte, o O. chubutensis, mirasse alla testa dei capodogli per infliggere un morso letale, e l'attacco risultante lasciò segni distintivi sul dente del cetaceo. Anche se non si può escludere che questi morsi siano il risultato di un atto di saprofagia, il posizionamento dei segni da morso sono più coerenti con un comportamento predatorio, poiché la mascella non è un'area particolarmente nutriente su cui uno squalo può nutrirsi o su cui concentrarsi. Il fatto che i segni del morso siano stati ritrovati persino sulle radici del dente suggerisce che lo squalo abbia rotto la mascella del cetaceo durante l'attacco, suggerendo che il morso fosse estremamente potente. Il fossile è anche degno di nota in quanto rappresenta il primo esempio noto di un'interazione antagonista tra un capodoglio e uno squalo otodontide registrato nella documentazione fossile.

### Crescita e riproduzione

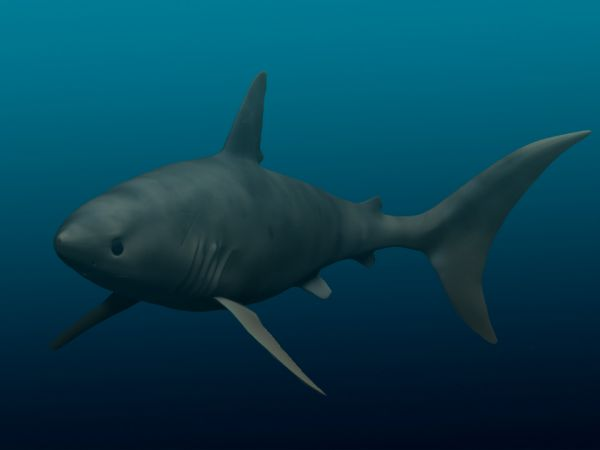
Ricostruzione artistica di O. obliquus

Studi comparativi dei raggi centrali e degli anelli di crescita sulle vertebre di O. obliquus e del moderno grande squalo bianco (Carcharodon carcharias) attraverso i raggi X hanno concluso che le dimensioni delle vertebre alla nascita sono simili, il che significa che la prole di entrambe le specie avrebbe avuto le stesse dimensioni, tra 1,1 e 1,6 metri di lunghezza; hanno anche rivelato che crescevano allo stesso ritmo fino a raggiungere i 10 anni di età, durante i quali O. obliquus sarebbe diventato sessualmente maturo e avrebbe raggiunto un tasso di crescita più veloce di quello del grande squalo bianco. Un individuo sessualmente maturo di O. obliquus avrebbe raggiunto una lunghezza di circa 4 metri. Come il grande squalo bianco, è probabile che i maschi raggiungessero la maturità sessuale prima delle femmine.
O. angustidens aveva un tasso di crescita più rapido rispetto al grande squalo bianco, mentre O. auriculatus aveva un tasso di crescita più lento e in linea con la specie moderna. O. megalodon aveva un tasso di crescita molto più veloce, quasi due volte quello del grande bianco, ma probabilmente aveva una maturità sessuale estremamente ritardata in base al risultato dello studio secondo cui il rallentamento o la cessazione della crescita somatica del megalodonte si verificava intorno ai 25 anni di età.
Come gli squali odierni, almeno due specie di Otodus (O. angustidens e O. megalodon) si riproducevano in aree protette che fungevano da nursery, in particolare ambienti costieri d'acqua calda con grandi quantità di cibo e protezione dai predatori. Una possibile nursery di O. obliquus è stata scoperta nel bacino del Ganntour, in Marocco, come evidenziato dall'abbondanza dei caratteristici denti del genere ma di piccole dimensioni. Anche O. megalodon faceva utilizzo di queste nursery, identificate nella Formazione Gatún in Panama, nella Formazione Calvert nel Maryland, nel Banco de Concepción nelle Isole Canarie, e nella Formazione Bone Valley della Florida.